# Deutsche Straßen-Radmeisterschaften 2021

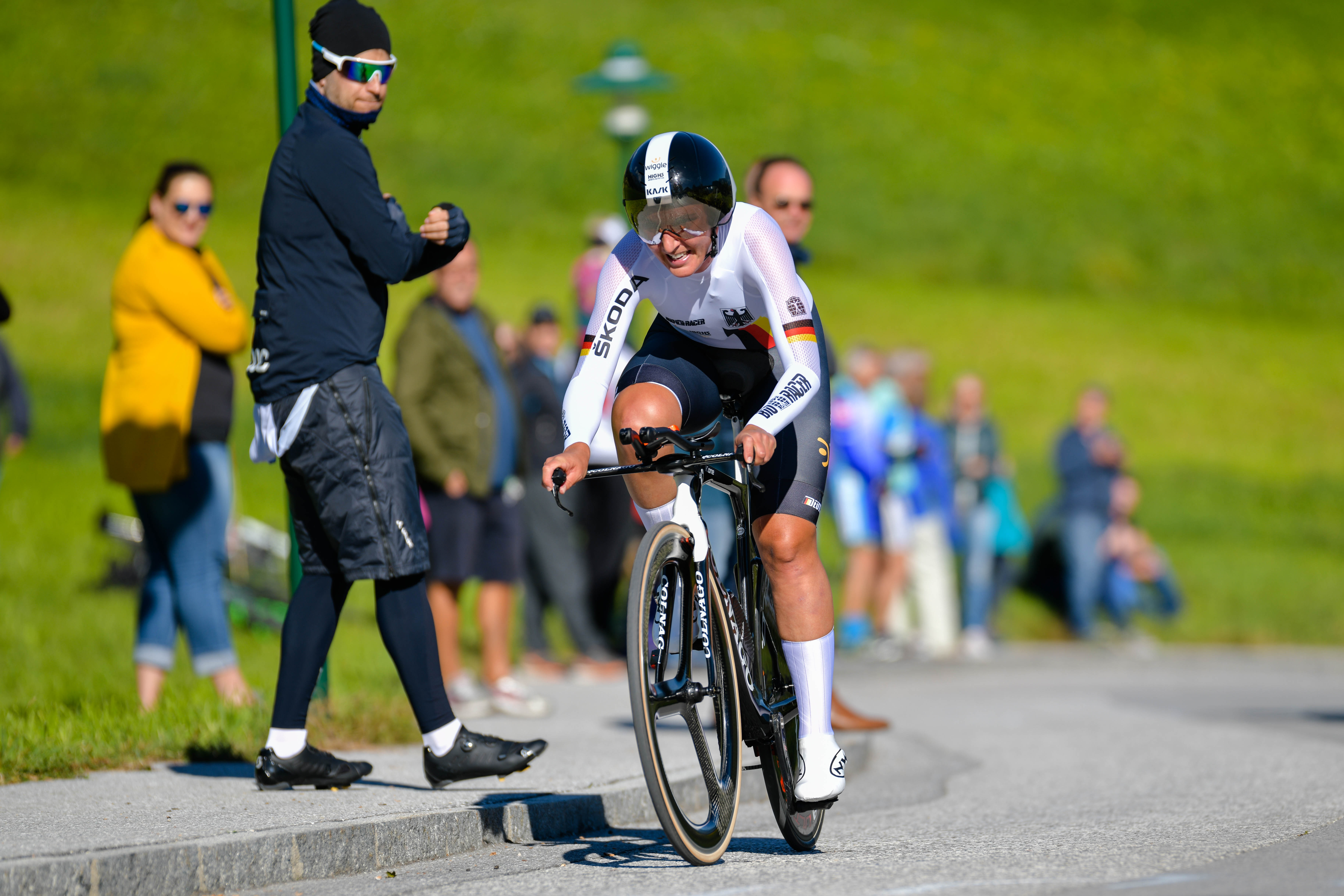
Lisa Brennauer (hier bei der WM 2018) wurde Meisterin im Straßenrennen und im Zeitfahren

Die Deutschen Straßen-Radmeisterschaften der Elite 2021 fanden am 19. und 20. Juni in Stuttgart und der umliegenden Region statt.
Da die geplanten Meisterschaften im April des Vorjahres in Stuttgart wegen der COVID-19-Pandemie abgesagt und in das Jahr 2021 verschoben wurden waren, wurden die ursprünglich für 2021 geplanten Meisterschaften im Sauerland nach 2022 verlagert worden.

## Beschreibung
Die Zeitfahren der Meisterschaften fanden auf einem 30,5 Kilometer langen Rundkurs statt, den alle Klassen – Männer, Frauen und U23 – bestritten. Das Profil war leicht wellig und hatte 350 Höhenmeter. Start und Ziel befanden sich vor dem Radstadion in Öschelbronn. Das Straßenrennen startete in Filderstadt-Bernhausen. Von dort ging es zum Rundkurs nach Stuttgart-Degerloch, wo die Frauen 14 Runden (107,2 km/Start 8 Uhr) und die Männer 25 Runden (185,3 km/Start 11 Uhr) absolvierten. In jeder Runde waren 122 Höhenmeter zurückzulegen. Das entsprach bei den Männern insgesamt knapp 3000 Höhenmeter.
Die Meisterschaften sollten zunächst ohne Zuschauer stattfinden. Wenige Tage vor ihrem Start wurden jedoch kurzfristig 250 Zuschauer zugelassen.

## Fahrerfeld
Bei den Frauen war die Titelverteidigerin Lisa Brennauer am Start. Sie war im Frühjahr 2021 Zweite der Flandern-Rundfahrt und Dritte bei Gent–Wevelgem. Zu den weiteren Favoritinnen zählten unter anderen Lisa Klein, Liane Lippert, Mieke Kröger und Romy Kasper.
Bei den Männern waren ebenfalls eine Anzahl von starken Fahrern dabei, wie etwa Maximilian Schachmann, deutscher Meister von 2019, Pascal Ackermann, Nils Politt, Jonas Rutsch oder auch John Degenkolb. Der U23-Meister des Jahres, Kim Heiduk, nahm ebenfalls teil. Tony Martin konnte seinen zehnten Titel im Zeitfahren erringen und damit einen Rekord aufstellen. Gegen ihn fuhren unter anderen Nikias Arndt, Jonas Rutsch und Maximilian Walscheid . Insgesamt waren mehr als 200 Fahrer für die Deutsche Meisterschaft gemeldet.
Die Straßenmeisterschaft für die Männer Kategorie U23 wurden am 24. Mai 2021 im Rahmen der Drei-Länder-Meisterschaft auf dem Sachsenring ausgetragen. Deutscher U23-Meister wurde Kim Heiduk.

## Zeitplan
| Datum             | Uhrzeit | Disziplin        | Streckenlänge | Höhenmeter | Kategorie    |
| ----------------- | ------- | ---------------- | ------------- | ---------- | ------------ |
| Samstag, 19. Juni | 13:45   | Einzelzeitfahren | 30,5 km       | 225 m      | Frauen Elite |
| Samstag, 19. Juni | 15:10   | Einzelzeitfahren | 30,5 km       | 225 m      | Männer Elite |
| Samstag, 19. Juni | 16:40   | Einzelzeitfahren | 30,5 km       | 225 m      | Männer U23   |
| Sonntag, 20. Juni | 8:00    | Straßenrennen    | 107,2 km      | 1708 m     | Frauen Elite |
| Sonntag, 20. Juni | 11:05   | Straßenrennen    | 185,3 km      | 3050 m     | Männer Elite |

## Resultate

### Straßenrennen

#### Frauen
| Platz | Athletin            | Zeit     |
| ----- | ------------------- | -------- |
| 1     | Lisa Brennauer      | 2:57:31  |
| 2     | Liane Lippert       | gl. Zeit |
| 3     | Ricarda Bauernfeind | + 0:09   |
| 4     | Kathrin Hammes      | gl. Zeit |
| 5     | Hannah Ludwig       | gl. Zeit |
| 6     | Carolin Schiff      | gl. Zeit |
| 7     | Clara Koppenburg    | gl. Zeit |
| 8     | Lisa Klein          | + 4:17   |
| 9     | Tanja Erath         | gl. Zeit |
| 10    | Corinna Lechner     | gl. Zeit |

Länge: 107,2 km

Start: Sonntag, 20. Juni, 8:00 Uhr MESZ

Durchschnittsgeschwindigkeit der Siegerin: 36,23 km/h

Von 91 Athletinnen kamen 36 ins Ziel.

#### Männer
| Platz | Athlet                | Zeit    |
| ----- | --------------------- | ------- |
| 1     | Maximilian Schachmann | 4:21:47 |
| 2     | Jonas Koch            | + 1:06  |
| 3     | Georg Zimmermann      | + 2:01  |
| 4     | Emanuel Buchmann      | + 2:02  |
| 5     | Marcus Burghardt      | + 2:09  |
| 6     | Nils Politt           | + 2:41  |
| 7     | Jannik Steimle        | + 2:46  |
| 8     | Jonas Rutsch          | + 2:51  |
| 9     | Leon Heinschke        | + 3:00  |
| 10    | Jonas Rapp            | + 3:05  |

Länge: 185,3 km

Start: Sonntag, 20. Juni

Durchschnittsgeschwindigkeit des Siegers: 42,46 km/h

Von 198 Startern kamen 48 Fahrer ins Ziel.

#### Männer (U23) – Sachsenring
| Platz | Athlet                     | Zeit                  |
| ----- | -------------------------- | --------------------- |
| 1     | Kim Heiduk                 | 4:24:10 h 38,158 km/h |
| 2     | Michel Heßmann             | gl. Zeit              |
| 3     | Jakob Geßner               | + 0:33 min            |
| 4     | Alexander Tarlton          | + 0:36 min            |
| 5     | Maurice Ballerstedt        | + 0:44 min            |
| 6     | Jon Knolle                 | gl. Zeit              |
| 7     | Pirmin Benz                | gl. Zeit              |
| 8     | Leon Eduard Brescher       | + 0:49 min            |
| 9     | Johannes Hodapp            | gl. Zeit              |
| 10    | Jonas Fabian Messerschmidt | + 1:20 min            |

Länge: 168 km

Start: Sonntag, 24. Mai, auf dem Sachsenring

Strecke: 48 Runden mal 3,5 km = 168 km

### Einzelzeitfahren

#### Frauen
| Platz | Athletin         | Zeit (min) |
| ----- | ---------------- | ---------- |
| 1     | Lisa Brennauer   | 40:33,52   |
| 2     | Lisa Klein       | + 30,05    |
| 3     | Hannah Ludwig    | + 1:01,1   |
| 4     | Corinna Lechner  | + 2:44,3   |
| 5     | Tanja Erath      | + 3:02,2   |
| 6     | Franziska Brauße | + 3:13,0   |
| 7     | Merle Brunnée    | + 3:50,6   |
| 8     | Helena Bieber    | + 3:53,6   |
| 9     | Adelheid Schütz  | + 4:03,4   |
| 10    | Charlotte Becker | + 4:32,5   |

Länge: 30,5 km

Start: Samstag, 19. Juni, 13:45 Uhr (MESZ)

Durchschnittsgeschwindigkeit der Siegerin: 45,11 km/h

Es kamen 68 von 71 Starterinnen ins Ziel.

#### Männer
| Platz | Athlet           | Zeit (min) |
| ----- | ---------------- | ---------- |
| 1     | Tony Martin      | 36:25,03   |
| 2     | Miguel Heidemann | + 0:55,8   |
| 3     | Max Walscheid    | + 1:10,2   |
| 4     | Nils Politt      | + 1:24,7   |
| 5     | Justin Wolf      | + 1:38,2   |
| 6     | Jonas Rutsch     | + 1:39,5   |
| 7     | Juri Hollmann    | + 2:14,3   |
| 8     | Benedikt Helbig  | + 2:50,5   |
| 9     | Joshua Huppertz  | + 2:51,1   |
| 10    | Erik Köhler      | + 3:01,5   |

Länge: 30,5 km

Start: Samstag, 19. Juni, 15:10 Uhr (MESZ)

Durchschnittsgeschwindigkeit des Siegers: 50,25 km/h

Es kamen 67 von 70 gemeldeten Startern ins Ziel.

#### Männer U23
| Platz | Athlet              | Zeit (min) |
| ----- | ------------------- | ---------- |
| 1     | Michel Heßmann      | 37:50,20   |
| 2     | Maurice Ballerstedt | + 09,3     |
| 3     | Jon Knolle          | + 1:01,5   |
| 4     | Jannis Peter        | + 1:05,1   |
| 5     | Tobias Buck-Gramcko | + 1:16,3   |
| 6     | Johannes Hodapp     | + 1:51,2   |
| 7     | Pirmin Benz         | + 58,1     |
| 8     | Hannes Wilksch      | + 2:00,4   |
| 9     | Sven Redmann        | + 2:03,0   |
| 10    | Jan Emmerich        | + 2:11,3   |

Länge: 30,5 km

Start: Samstag, 19. Juni, 16:40 Uhr (MESZ) 

Durchschnittsgeschwindigkeit des Siegers: 48,36 km/h

Es kamen 64 von 65 Startern ins Ziel.